# 佐藤達郎
佐藤 達郎（さとう たつろう、1917年5月20日 - 1993年1月11日）は、日本の経営者。時事通信社社長を務めた。

## 来歴・人物
東京都出身。1941年に早稲田大学商学部を卒業。佐藤自身によれば関東軍の野戦部隊に一兵卒として参加し、1942年には北満州(当時)の孫呉県で戦闘訓練に従事していたという。
1947年9月に時事通信社に入社。1971年7月に代表取締役に就任し、1977年6月に社長に就任。1978年6月に相談役に就任し、1985年6月から顧問を務めた。
また社外では、1983年8月に発足した中曽根康弘の私的諮問機関「平和問題研究会」の座長代理に選ばれている。
1993年1月11日心不全のために死去。75歳没。